# 16 Korpus Armijny (Imperium Rosyjskie)
16 Korpus Armijny (ros. 16-й армейский корпус)  – jeden ze związków operacyjno-taktycznych  Imperium Rosyjskiego w czasie I wojny światowej. Sformowany w 1888 ze sztabem w Witebsku.  Miejsce stacjonowania sztabu od 1913 –Kazań w Kazańskim Okręgu Wojskowym. Rozformowany na początku 1918.

## Struktura organizacyjna
Organizacja w 1914
- dowództwo i sztab – Kazań
- 41 Dywizja Piechoty
- 45 Dywizja Piechoty
- 47 Dywizja Piechoty
- 5 Dywizja Kawalerii
- 1 Astrachański pułk kozaków
- 16 dywizjon haubic
- 16 batalion saperów

## Podporządkowanie
- 4 Armii (2.08.1914 – 12.08.1915)
- 2 Armii (12 –15.08.1915)
- 4 Armii (01.08 – 05.10.1915)
- 7 Armii (1.11.1915  – 1.06.1917)
- 8 Armii (8.06 – grudzień 1917)

## Dowódcy Korpusu
- gen. piechoty  P. A. Giejsman (marzec 1911 – październik 1914)
- gen. piechoty W. N. Klembowskij (październik 1914 – grudzień  1915)
- gen. piechoty S. S. Sawwicz (grudzień 1915 – październik 1916)
- gen. lejtnant W. M. Dragomirow  (październik 1916 – kwiecień 1917)
- gen. lejtnant N. MN. Stogow  (kwiecień – wrzesień 1917)